# Ксенжи-Лясек
Ксенжи-Лясек (пол. Księży Lasek, нім. Fürstenwalde) — село в Польщі, у гміні Розоги Щиценського повіту Вармінсько-Мазурського воєводства.
Населення — 223 особи (2011).

## Демографія
Демографічна структура станом на 31 березня 2011 року:
|          | Загалом | Допрацездатний вік | Працездатний вік | Постпрацездатний вік |
| -------- | ------- | ------------------ | ---------------- | -------------------- |
| Чоловіки | 110     | 30                 | 71               | 9                    |
| Жінки    | 113     | 28                 | 59               | 26                   |
| Разом    | 223     | 58                 | 130              | 35                   |